# Ortachne
Ortachne là một chi thực vật có hoa trong họ Hòa thảo (Poaceae).

## Loài
Chi Ortachne gồm các loài: